# Sébastien Le Grelle
Pour les articles homonymes, voir Le Grelle.
Pas d'image ? Cliquez ici
Sébastien Le Grelle est un pilote de vitesse moto belge né à Ottignies le 22 avril 1974. 
Ayant commencé le sport motocycliste par le motocross, il se lance dans les compétitions de vitesse moto en 1995.

Très vite, le succès est au rendez-vous pour les catégories promotionnelles.

En 2000, il participe en milieu de saison à huit courses au Championnat du monde de vitesse moto en catégorie 500 cm³ sans obtenir de résultat probants.

En 2001, retour dans ses catégories de prédilections avec la même réussite.

## Titres
- 1996: 
  - Champion de Belgique série 600
  - Champion de Belgique série 750
  - Champion de Belgique série monobike
- 1997: 
  - Vice-Champion de Belgique série 750
  - Vice-Champion de Belgique série 750
  - Vice-Champion de Belgique série monobike
- 1998: 
  - Vice-Champion de Belgique Supersport
- 1999: 
  - Champion d'Europe Supersport 600
  - Vice-Champion de Belgique Supersport
- 2001: 
  - Vice-Champion de Belgique Supersport 600
- 2002: 
  - Champion de Belgique Supersport 600
- 2003:
  - Vice-Champion International BMW BoxerCup
  - Champion de Belgique Supersport 600
  - Champion Yamaha Cup R6 Pro
- 2005:
  - Vice-Champion d'Europe BMW Powercup
- 2006:
  - Vice-Champion en SuperStock 1000
- 2007:  
  - Champion de Belgique Supersport
- 2008:
  - Champion de Belgique Supersport
- 2009:
  - Champion de Belgique Superbike, Supersport 600.
  - Vice-Champion de Belgique Endurance

## Carrière en Grand Prix
| Année | Cat.    | Équipe | Moto  | GP | Vict. | Podiums | Poles | Mtour | Pts | Position |
| ----- | ------- | ------ | ----- | -- | ----- | ------- | ----- | ----- | --- | -------- |
| 2000  | 500 cm³ |        | Honda | 8  | 0     | 0       | 0     | 0     | 7   | 20e      |